# عقد الأمم المتحدة للزراعة الأسرية

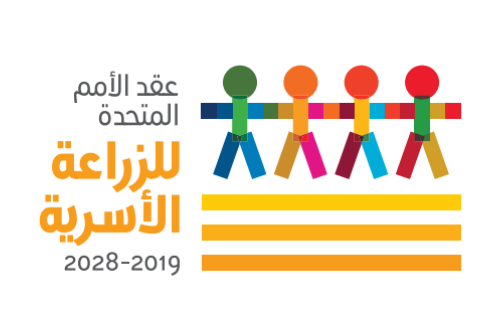
UNDFF Logo

تم إقرار عقد الأمم المتحدة للزراعة الأسرية 2019-2028 في ديسمبر 2017، ويسعى العقد إلى وضع الزراعة الأسرية في قلب السياسات العامة والاستثمارات الوطنية. في إعلان هذا العقد، أقرت الجمعية العامة للأمم المتحدة بأهمية الزراعة الأسرية في الحد من الفقر وتحسين الأمن الغذائي العالمي (القرار A / RES / 72/239).
يقود عقد الأمم المتحدة للزراعة الأسرية منظمة الأغذية والزراعة (FAO) ، والصندوق الدولي للتنمية الزراعية (IFAD).

## الزراعة الأسرية
لا يوجد تعريف واحد للزراعة الأسرية. ويمكن اعتبارها «وسيلة لتنظيم الإنتاج في مجالات الزراعة والغابات وصيد الأسماك والرعي وتربية الأحياء المائية التي تديرها وتقوم بها الأسرة، وتعتمد في الغالب على العمل الأسري لكل من النساء والرجال. وهناك ترابط بين الأسرة والمزرعة، وتتشاركان في التطور وتجمعان بين الوظائف الاقتصادية والبيئية والاجتماعية والثقافية»
في كل من البلدان المتقدمة والنامية، تمثل الزراعة الأسرية الشكل السائد للإنتاج الزراعي. في الواقع:
- هناك  يقدر بنحو 500 مليون مزرعة أسرية  تمثل أكثرمن 90 % من جميع المزارع على مستوى العالم.
- تنتج المزارع الاسرية أكثر من 80 %من الأغذية في العالم.
- أكثر من 90 %من المزارع يقوم بتشغيلها فرد أو أسرة وتعتمد المزارع في المقام الأول على عمل الأسرة.
- المزارع الاسرية  تميل إلى أن تكون صغيرة  (فإن حجم ما يقدر بنحو 84 في المائة من المزارع على مستوى العالم يقل عن هكتارين)[2]

## معلومات أساسية
واعترافا بنجاح السنة الدولية للزراعة الأسرية 2014   التي وبوضع الزراعة الأسرية في قلب السياسات الزراعية والبيئية والاجتماعية، أعلنت الأمم المتحدة فيما بعد أعلن 2019 - 2028 عقد الأمم المتحدة للزراعة الأسرية.[4] وأطلق العقد على 29 مايو 2019.
وللإشراف على تنفيذ عقد الأمم المتحدة للزراعة الأسرية، تم إنشاء لجنة توجيه دولية، تتألف من ممثلين عن الدول الأعضاء ومنظمات المزارعين الأسريين. وتدعم الأمانة المشتركة بين منظمة الأغذية والزراعة والصندوق الدولي للتنمية الزراعية اللجنة التوجيهية الدولية لعقد الأمم المتحدة للزراعة الأسرية.

## الأهداف
«نحو عالم تزدهر فيه النظم الغذائية والزراعية المتنوعة والصحية والمستدامة، تتمتع فيه المجتمعات الريفية والحضرية القادرة على التصدي بنوعية حياة عالية المستوى بكرامة وإنصاف وخالية من الجوع والفقر»
- منظمة الأغذية والزراعة والصندوق الدولي للتنمية الزراعية، مقتطف من بيان رؤية عقد الأمم المتحدة للزراعة الأسرية.

يسعى عقد الامم المتحدة للزراعة الاسرة إلى تلبية الحاجة إلى نظام غذائي عالمي يوفر غذاءً كافياً وبأسعار معقولة ومغذيًا مع مراعاة تغير المناخ وتزايد عدد السكان. وفقًا لمنظمة الأغذية والزراعة، بحلول عام 2050، سوف يحتاج الإنتاج الزراعي في العالم إلى زيادة بن 50 ٪ من أجل إطعام السكان المتزايدين. تعتبر الأمم المتحدة أن الزراعة الأسرية هي المفتاح لنظام غذائي مستدام وتحقيق أهداف التنمية المستدامة.
ويمثل عقد الأمم المتحدة للزراعة الأسرية إطاراً يمكن للبلدان من خالله تطوير السياسات العامة والاستثمارات اللازمة لدعم الزراعة الأسرية من منظور كلي، وإطالق العنان لإلمكانات التحويلية للمزارعين الأسريين للمساهمة في تحقيق أهداف التنمية المستدامة
وفقا لمنظمة الأغذية والزراعة وللصندوق الدولي للتنمية الزراعية، «يتمتع المزارعون الأسريون، عند دعمهم بالسياسات والبرامج الإيجابية، بقدرة فريدة على معالجة فشل نظام الغذاء العالمي الذي، بينما ينتج ما يكفي من الغذاء للجميع، لا يزال يهدر ثلث الأغذية المنتجة، ويفشل في الحد من الجوع وأشكال سوء التغذية المختلفة، وحتى يولد عدم المساواة الاجتماعية».

### أهداف التنمية المستدامة
بينما بذلت البلدان جهودًا كبيرة لتحقيق أهداف التنمية المستدامة، لا يزال هناك العديد من التحديات التي تعرقل تحقيق الأهداف بحلول عام 2030. تعد النزاعات والتحضر وقيود الموارد وتغير المناخ من بين هذه القضايا الصعبة. الفقر والجوع يمثلان أيضًا تحديات مستمرة، في حين يعتمد حوالي 80 ٪ من فقراء العالم على الإنتاج الزراعي.
وفقا للجمعية العامة للأمم المتحدة، تمتع المزارعون األسريون بإمكانيات كبيرة للمساعدة في تحقيق أهداف التنمية المستدامة. تمتع المزارعون األسريون بإمكانيات كبيرة للمساعدة في تحقيق أهداف التنمية المستدامة. على سبيل المثال: ضمان الأمن الغذائي والتغذية المتنوعة والمستدامة ؛ توفير الغذاء الكافي للعدد المتزايد من السكان؛ الحفاظ على التنوع البيولوجي وإيجاد طرق الإنتاج التي تقاوم تغير المناخ ؛ الحد من عدم المساواة من خلال إعطاء المساعدة في توليد الدخل وتوفير المزيد من الفرص للرجال وكذلك النساء والشباب.

## خطة العمل العالمية لعقد الأمم المتحدة للزراعة الأسرية
أعدت خطة العمل العالمية من قبل منظمة الأغذية والزراعة والصندوق الدولي للتنمية الزراعية. وتم تصميم خطة العمل العالمية من خالل عملية تشاور عالمية تجمع مساهمات من جميع الجهات الفاعلة المعنية في جميع أنحاء العالم عن التحديات والأولويات والمساهمات الممكنة للزراعة الأسرية في الزراعة المستدامة والحراجة ومصائد الأسماك على مختلف المستويات. وصممت خطة العمل العالمية  بالاعتماد على سبع ركائز عمل يعزز كل منها الآخر:
الركيزة 1- تطوير بيئة سياسات تمكينية لتعزيز الزراعة الأسرية
الركيزة 2 - عرضية. دعم الشباب وضمان استدامة الزراعة  الأسرية على مدى الأجيال
الركيزة 3 - عرضية. تعزيز المساواة بين الجنسين في مجال الزراعة الأسرية، والدور القيادي للمرأة الريفية
الركيزة 4- تعزيز منظمات المزارعين األسرية وقدراتها على توليد المعرفة، وتمثيل المزارعين، وتقديم خدمات شاملة في سياق المناطق الحضرية والريفية
الركيزة 5- تحسين الإدماج الاجتماعي والاقتصادي، والقدرة على الصمود وتحقيق الرفاه للمزارعين الأسريين، والأسر والمجتمعات الريفية
الركيزة 6- تعزيز استدامة الزراعة الأسرية للنظم الغذائية المقاومة لتغير للمناخ
الركيزة 7 - تعزيز تعدد أبعاد الزراعة الأسرية لتعزيز الابتكارات الاجتماعية التي تسهم في تنمية الأراضي وفي النظم الغذائية التي تحمي التنوع البيولوجي والبيئة والثقافة

## منبر معارف الزراعة الأسرية
يجمع منبر معارف الزراعة الأسرية معلومات نوعية رقمية بشأن الزراعة الأسرية من مختلف أنحاء العالم؛ بما في ذلك القوانين واللوائح الوطنية، والسياسات العامة، وأفضل الممارسات، والبيانات والإحصاءات ذات الصلة، والأبحاث، والمقالات والمنشورات
ويتيح نقطة وصول واحدة إلى المعلومات الدولية والإقليمية والوطنية ذات الصلة بقضايا الزراعة الأسرية؛ ويعمل على دمج المعلومات الموجودة وتنظيمها من أجل تقديم المعلومات بشكل أفضل وتقديم المساعدة القائمة على المعرفة إلى صانعي السياسات، ومنظمات المزارعين الأسريين، وخبراء التنمية، وأصحاب المصلحة في الميدان وعلى المستوى الشعبي

## وصلات خارجية
- عقد الأمم المتحدة للزراعة الأسرية - الموقع الرسمي
- مستقبل الزراعة الأسرية في سياق خطة عام 2030
- وضع المزارعين الأسريين في بؤرة تحقيق أهداف التنمية المستدامة
- عقد الأمم المتحدة للزراعة الأسرية 2019-2028. خطة العمل العالمية
- منبر معارف الزراعة الأُسرية - الموقع الرسمي
- منظمة الأغذية والزراعة للأمم المتحدة
- الصندوق الدولي للتنمية الزراعية